# Mimosa brevipes
Mimosa brevipes är en ärtväxtart som beskrevs av George Bentham. Mimosa brevipes ingår i släktet mimosor, och familjen ärtväxter. Inga underarter finns listade i Catalogue of Life.